# Edve
Edve is een plaats (község) en gemeente in het Hongaarse comitaat Győr-Moson-Sopron. Edve telt 148 inwoners (2001).